# دار المعرفة (الجزائر)
دار المعرفة هي دار نشر وتوزيع للكتاب جزائرية تأسست سنة 1992، لها بالسوق أكثر من 5000 عنوان، أكثر من 550 عنوان خاصة بدار المعرفة، هي دار لكل المعارف الثقافية الإبداعية و الفكرية.

## وصلات خارجية
- موقع دار المعرفة